# Кужеєво
Кужеєво (пол. Kurzejewo) — село в Польщі, у гміні Варлюбе Свецького повіту Куявсько-Поморського воєводства.
Населення — 169 осіб (2011).
У 1975-1998 роках село належало до Бидгощського воєводства.

## Демографія
Демографічна структура станом на 31 березня 2011 року:
|          | Загалом | Допрацездатний вік | Працездатний вік | Постпрацездатний вік |
| -------- | ------- | ------------------ | ---------------- | -------------------- |
| Чоловіки | 86      | 27                 | 56               | 3                    |
| Жінки    | 83      | 24                 | 46               | 13                   |
| Разом    | 169     | 51                 | 102              | 16                   |